# UEFA Europa League 2024-2025 (qualificazioni)
La fase di qualificazione della UEFA Europa League 2024-2025 si è disputata tra l'11 luglio e il 29 agosto 2024. Hanno partecipato a questa prima fase della competizione 54 club: dodici di essi si sono qualificati alla successiva fase campionato, composta da 36 squadre.

## Date
| Turno         | Sorteggio             | Andata          | Ritorno              |
| ------------- | --------------------- | --------------- | -------------------- |
| Primo turno   | 18 giugno 2024 (Nyon) | 11 luglio 2024  | 18 luglio 2024       |
| Secondo turno | 19 giugno 2024 (Nyon) | 25 luglio 2024  | 1º agosto 2024       |
| Terzo turno   | 22 luglio 2024 (Nyon) | 6-8 agosto 2024 | 13-14-15 agosto 2024 |
| Spareggi      | 5 agosto 2024 (Nyon)  | 22 agosto 2024  | 29 agosto 2024       |

## Squadre
Le fasi di qualificazioni si dividono in due percorsi:
- Percorso Campioni (12 squadre):
  - Terzo turno di qualificazione: 12 squadre sconfitte nel Secondo turno di qualificazione di Champions League.
- Percorso Piazzate:
  - Primo turno di qualificazione (12 squadre): 12 squadre che entrano in questo turno.
  - Secondo turno di qualificazione (18 squadre): 12 squadre che entrano in questo turno, e 6 squadre vincitrici del primo turno.
  - Terzo turno di qualificazione (14 squadre): 3 squadre che entrano in questo turno, 2 squadre sconfitte dal secondo turno di qualificazione Percorso Piazzate di Champions League, e 9 vincitrici del secondo turno.

I vincitori del terzo turno di qualificazione accedono agli Spareggi, senza più distinzione tra Campioni e Piazzate:
- Spareggi (24 squadre): 5 squadre che entrano in questo turno, 6 squadre sconfitte dal secondo turno di qualificazione Percorso Campioni di Champions League, 6 vincitori del terzo turno Percorso Campioni e 7 vincitori del terzo turno Percorso Piazzate.

Tutte le squadre eliminate nei turni di qualificazione accedono alla Conference League:
- Le 6 squadre eliminate del primo turno di qualificazione Percorso Piazzate accedono al secondo turno di qualificazione Percorso Piazzate.
- Le 9 squadre eliminate nel secondo turno di qualificazione Percorso Piazzate accedono al terzo turno di qualificazione Percorso Piazzate.
- Le 6 squadre eliminate del terzo turno di qualificazione Percorso Campioni accedono agli spareggi Percorso Campioni.
- Le 7 squadre eliminate del terzo turno di qualificazione Percorso Piazzate accedono agli spareggi Percorso Piazzate.
- Le 12 squadre eliminate agli spareggi accedono alla fase campionato.

| Legenda                                                                               | Legenda |
| ------------------------------------------------------------------------------------- | ------- |
| I club vincitori degli spareggi avanzano alla fase campionato                         |         |
| I club sconfitti negli spareggi accedono alla fase campionato della Conference League |         |
| I club sconfitti nel terzo turno accedono agli spareggi della Conference League       |         |
| I club sconfitti nel secondo turno accedono al terzo turno della Conference League    |         |
| I club sconfitti nel primo turno accedono al secondo turno della Conference League    |         |

| Squadre          | Coeff    |
| Campioni         | Campioni |
| ---------------- | -------- |
| LASK             | 37.000   |
| PAOK             | 37.000   |
| Ferencváros      | 35.000   |
| Ludogorec        | 26.000   |
| Anderlecht       | 14.500   |
| APOEL            | 14.500   |
| Beşiktaş         | 12.000   |
| FCSB             | 10.500   |
| Hearts           | 7.210    |
| TSC Bačka Topola | 5.555    |
| Jagiellonia      | 5.075    |

| Squadre           | Coeff    |
| Campioni          | Campioni |
| ----------------- | -------- |
| Maccabi Tel Aviv  | 35.500   |
| KÍ Klaksvík       | 10.000   |
| Shamrock Rovers   | 9.500    |
| Lincoln Red Imps  | 9.000    |
| The New Saints    | 8.500    |
| RFS Riga          | 8.000    |
| Petrocub Hîncești | 7.000    |
| Borac Banja Luka  | 5.500    |
| Celje             | 4.500    |
| Dinamo Minsk      | 4.500    |
| Panevėžys         | 4.000    |
| UE Santa Coloma   | 1.199    |
| Piazzate          |          |
| Viktoria Plzeň    | 28.000   |
| Partizan          | 25.500   |
| Servette          | 9.000    |
| Lugano            | 8.000    |
| Kryvbas           | 5.600    |

| Squadre             | Coeff    |
| Campioni            | Campioni |
| ------------------- | -------- |
| Ajax                | 67.000   |
| Braga               | 49.000   |
| Molde               | 28.500   |
| Rapid Vienna        | 14.000   |
| Rijeka              | 12.000   |
| Trabzonspor         | 11.500   |
| Cercle Bruges       | 9.760    |
| Kilmarnock          | 7.210    |
| Panathīnaïkos       | 6.305    |
| Silkeborg           | 6.290    |
| Maccabi Petah Tikva | 6.225    |
| Vojvodina           | 5.555    |

| Squadre            | Coeff    |
| Campioni           | Campioni |
| ------------------ | -------- |
| Sheriff Tiraspol   | 20.000   |
| Maribor            | 9.500    |
| Tobyl              | 7.500    |
| Wisła Cracovia     | 5.075    |
| Pafos              | 4.420    |
| Paks               | 4.375    |
| Elfsborg           | 4.300    |
| Corvinul Hunedoara | 4.275    |
| Botev Plovdiv      | 4.075    |
| Zirə               | 4.025    |
| Ružomberok         | 3.925    |
| Llapi              | 2.308    |

## Risultati

### Primo turno

#### Sorteggio
Il sorteggio del primo turno di qualificazione si è svolto il 18 giugno 2024. Le 12 squadre partecipanti sono state divise in due urne, di cui una denominata Teste di serie e l'altra Non teste di serie:
| Gruppo 1                                                 | Gruppo 1                                                        |
| Teste di serie                                           | Non teste di serie                                              |
| -------------------------------------------------------- | --------------------------------------------------------------- |
| Sheriff Tiraspol Maribor Tobyl Wisła Cracovia Pafos Paks | Elfsborg Corvinul Hunedoara Botev Plovdiv Zirə Ružomberok Llapi |

#### Risultati
| Squadra 1        | Totale          | Squadra 2          | Andata | Ritorno     |
| ---------------- | --------------- | ------------------ | ------ | ----------- |
| Botev Plovdiv    | 4 - 3           | Maribor            | 2 - 1  | 2 - 2       |
| Elfsborg         | 8 - 2           | Pafos              | 3 - 0  | 5 - 2       |
| Paks             | 2 - 4           | Corvinul Hunedoara | 0 - 4  | 2 - 0       |
| Sheriff Tiraspol | 2 - 2 (5-4 dtr) | Zirə               | 0 - 1  | 2 - 1 (dts) |
| Wisła Cracovia   | 4 - 1           | Llapi              | 2 - 0  | 2 - 1       |
| Ružomberok       | 5 - 3           | Tobyl              | 5 - 2  | 0 - 1       |

Note
1. ↑  Inversione di campo rispetto all'esito del sorteggio.

##### Andata
| Arbitro: | Kyriakos Athanasiou |

|                                                      |           |                       |
| Gabriel 11’, 88’ Selecký 40’ Malý 45+3’ Madleňák 77’ | Marcatori | 9’ Ivanović 45’ Henen |

| Arbitro: | Alessandro Dudic |

|  |           |              |
|  | Marcatori | 88’ Volk'ovi |

| Arbitro: | Mohammad Usman Aslam |

|  |           |                               |
|  | Marcatori | 9’ Buș 45+2’, 86’, 90+3’ Lupu |

| Arbitro: | Helgi Mikael Jónasson |

|                                 |           |  |
| B. Zeneli 9’ Hult 59’ Frick 82’ | Marcatori |  |

| Arbitro: | David Dickinson |

|                   |           |            |
| Ujah 9’ Iliev 74’ | Marcatori | 19’ Širvys |

| Arbitro: | Marc Nagtegaal |

|                        |           |  |
| Sapała 2’ Rodado 90+5’ | Marcatori |  |

##### Ritorno
| Arbitro: | Trustin Farrugia Cann |

|            |           |                       |
| Tahiri 74’ | Marcatori | 58’ Rodado 90’ Kiakos |

| Arbitro: | Mikkel Redder |

|                 |           |  |
| El Messaoudi 8’ | Marcatori |  |

| Arbitro: | Gal Leibovitz |

|                                |           |                                                               |
| Holmen 25’ (aut.) Dragomir 43’ | Marcatori | 23’ Ouma 47’ Baidoo 48’ Baldursson 58’ Abdullai 85’ A. Zeneli |

| Arbitro: | Bulat Sariyev |

|                                                  |                      |                                      |
| Utzig 5’                                         | Marcatori            | 54’ Allach 77’ Yade                  |
| Alıyev Ruan Renato Nuriyev İbrahimli F. Bayramov | Tiri di rigore 4 – 5 | Badolo Akanbi Pata João Paulo Allach |

| Arbitro: | Peter Kralović |

|  |           |                      |
|  | Marcatori | 79’ Könyves 90’ Bode |

| Arbitro: | Vitaliy Romanov |

|                         |           |                        |
| J. Repas 13’ Beugre 80’ | Marcatori | 47’ Nwachukwu 60’ Ujah |

### Secondo turno

#### Sorteggio
Il sorteggio del secondo turno di qualificazione si è svolto il 19 giugno 2024: prima di esso, la UEFA ha diviso le squadre formando 2 gruppi ognuno con due urne, di cui uno denominato Teste di serie e l'altro Non teste di serie, basandosi sul Coefficiente UEFA del 2024. Per le squadre la cui identità non era nota al momento del sorteggio, è stato considerato il coefficiente più alto di ogni accoppiamento:
| Gruppo 1                                          | Gruppo 1                                                 | Gruppo 2                                    | Gruppo 2                                                      |
| Teste di serie                                    | Non teste di serie                                       | Teste di serie                              | Non teste di serie                                            |
| ------------------------------------------------- | -------------------------------------------------------- | ------------------------------------------- | ------------------------------------------------------------- |
| Ajax Molde Rapid Vienna Trabzonspor Cercle Bruges | Ružomberok Kilmarnock Silkeborg Vojvodina Wisła Cracovia | Braga Sheriff Tiraspol Rijeka Botev Plovdiv | Panathīnaïkos Maccabi Petah Tikva Elfsborg Corvinul Hunedoara |

#### Risultati
| Squadra 1          | Totale | Squadra 2           | Andata | Ritorno |
| ------------------ | ------ | ------------------- | ------ | ------- |
| Ajax               | 4 - 1  | Vojvodina           | 1 - 0  | 3 - 1   |
| Ružomberok         | 0 - 3  | Trabzonspor         | 0 - 2  | 0 - 1   |
| Wisła Cracovia     | 2 - 8  | Rapid Vienna        | 1 - 2  | 1 - 6   |
| Kilmarnock         | 1 - 2  | Cercle Bruges       | 1 - 1  | 0 - 1   |
| Molde              | 5 - 4  | Silkeborg           | 3 - 1  | 2 - 3   |
| Corvinul Hunedoara | 0 - 1  | Rijeka              | 0 - 0  | 0 - 1   |
| Braga              | 7 - 0  | Maccabi Petah Tikva | 2 - 0  | 5 - 0   |
| Panathīnaïkos      | 6 - 1  | Botev Plovdiv       | 2 - 1  | 4 - 0   |
| Sheriff Tiraspol   | 0 - 3  | Elfsborg            | 0 - 1  | 0 - 2   |

##### Andata
| Arbitro: | Mohammed Al-Emara |

|           |           |                       |
| Carbó 79’ | Marcatori | 37’ Jansson 53’ Seidl |

| Arbitro: | Bastian Dankert |

|  |           |                           |
|  | Marcatori | 39’ Trezeguet 90+1’ Çanak |

| Arbitro: | Adam Ladebäck |

|                                   |           |          |
| Kaasa 2’ Eikrem 45+1’ Eriksen 49’ | Marcatori | 35’ Lind |

| Arbitro: | Marek Radina |

|  |           |                    |
|  | Marcatori | 86’ (rig.) Hedlund |

| Sibiu 25 luglio 2024, ore 20:00 CEST ritorno → | Corvinul Hunedoara | 0 – 0 referto | Rijeka | Stadio municipale Sibiu (7 432 spett.)\| Arbitro: \| Philip Farrugia \| |
| Arbitro:                                       | Philip Farrugia    |               |        |                                                                         |

| Arbitro: | David Fuxman |

|                                    |           |             |
| Jeremejeff 8’ Bakasetas 44’ (rig.) | Marcatori | 71’ Korosec |

| Arbitro: | Cesar Soto Grado |

|                    |           |  |
| Van den Boomen 86’ | Marcatori |  |

| Arbitro: | Martin Dohal |

|            |           |             |
| Watson 70’ | Marcatori | 55’ Olaigbe |

| Arbitro: | Luca Pairetto |

|                                 |           |  |
| R. Horta 56’ Zalazar 59’ (rig.) | Marcatori |  |

##### Ritorno
| Arbitro: | Ante Čulina |

|                        |           |  |
| Abdullai 2’ Baidoo 73’ | Marcatori |  |

| Arbitro: | Luka Bilbija |

|                                  |           |                       |
| Adamsen 3’ (rig.), 57’ Bakiz 88’ | Marcatori | 22’ Breivik 81’ Kaasa |

| Arbitro: | Nenad Minaković |

|            |           |  |
| Drăguș 65’ | Marcatori |  |

| Arbitro: | Evangelos Manouchos |

|  |           |                                                                                   |
|  | Marcatori | 29’ Marín 41’ Fernandes 45+4’ Zalazar 62’ (aut.) Galabov 90+1’ (rig.) El Ouazzani |

| Arbitro: | Arda Kardeşler |

|                   |           |                                  |
| Šutalo 59’ (aut.) | Marcatori | 53’ Šutalo 85’ Hato 90+2’ Traoré |

| Arbitro: | Sivert Øksnes Amland |

|            |           |  |
| Somers 21’ | Marcatori |  |

| Arbitro: | Luis Godinho |

|              |           |  |
| Petrovič 12’ | Marcatori |  |

| Arbitro: | Daniel Schlager |

|  |           |                                                |
|  | Marcatori | 6’, 50’ Jeremejeff 34’ (aut.) Ujah 45’ Đuričić |

| Arbitro: | John Brooks |

|                                                          |           |            |
| Burgstaller 6’, 30’, 35’ Beljo 24’ Raux-Yao 45’ Lang 79’ | Marcatori | 80’ Rodado |

### Terzo turno

#### Sorteggio
Il sorteggio del terzo turno di qualificazione si è tenuto il 22 luglio 2024.
Al terzo turno di qualificazione partecipano un totale di 26 squadre. Saranno divisi in due percorsi:
- Campioni (12 squadre): 12 squadre perdenti del Secondo turno di Champions League.
- Piazzate (14 squadre): 3 squadre che entrano in questo turno, 2 squadre perdenti del Secondo turno di Champions League, 9 vincitrici del Secondo turno.

La posizione delle squadre come teste di serie si è basato sui coefficienti UEFA per club del 2024. Per i vincitori del secondo turno di qualificazione, la cui identità non era nota al momento del sorteggio, è stato utilizzato il coefficiente della squadra con il punteggio più alto per ogni accoppiamento. Prima del sorteggio, la UEFA formerà due gruppi del Percorso Campioni di sei squadre (tre teste di serie e tre non teste di serie), e due gruppi nel Percorso Piazzate, uno di 8 squadre (quattro teste di serie e quattro non teste di serie) e uno di sei squadre (tre teste di serie e tre non teste di serie), secondo i principi stabiliti dal Comitato Competizioni per Club. 
La prima squadra estratta in ogni accoppiamento è la squadra che giocherà in casa la gara di andata.
| Gruppo 1                                      | Gruppo 1                                                 | Gruppo 2                                                  | Gruppo 2                                                   |
| Teste di serie                                | Non teste di serie                                       | Teste di serie                                            | Non teste di serie                                         |
| --------------------------------------------- | -------------------------------------------------------- | --------------------------------------------------------- | ---------------------------------------------------------- |
| KÍ Klaksvík Shamrock Rovers RFS Riga (UCL Q2) | Borac Banja Luka (UCL Q2) Celje UE Santa Coloma (UCL Q2) | Maccabi Tel Aviv (UCL Q2) Lincoln Red Imps The New Saints | Dinamo Minsk (UCL Q2) Petrocub Hîncești Panevėžys (UCL Q2) |

| Gruppo 1                                  | Gruppo 1                                                | Gruppo 2                      | Gruppo 2                |
| Teste di serie                            | Non teste di serie                                      | Teste di serie                | Non teste di serie      |
| ----------------------------------------- | ------------------------------------------------------- | ----------------------------- | ----------------------- |
| Ajax Molde Partizan (UCL Q2) Rapid Vienna | Trabzonspor Cercle Bruges Lugano (UCL Q2) Panathīnaïkos | Braga Viktoria Plzeň Elfsborg | Rijeka Servette Kryvbas |

#### Risultati
| Squadra 1         | Totale            | Squadra 2        | Andata   | Ritorno     |
| Campioni          | Campioni          | Campioni         | Campioni | Campioni    |
| ----------------- | ----------------- | ---------------- | -------- | ----------- |
| KÍ Klaksvík       | 3 - 4             | Borac Banja Luka | 2 - 1    | 1 - 3 (dts) |
| UE Santa Coloma   | 0 - 9             | RFS Riga         | 0 - 2    | 0 - 7       |
| Celje             | 2 - 3             | Shamrock Rovers  | 1 - 0    | 1 - 3 (dts) |
| Panevėžys         | 1 - 5             | Maccabi Tel Aviv | 1 - 2    | 0 - 3       |
| Petrocub Hîncești | 1 - 0             | The New Saints   | 1 - 0    | 0 - 0       |
| Dinamo Minsk      | 3 - 2             | Lincoln Red Imps | 2 - 0    | 1 - 2       |
| Piazzate          |                   |                  |          |             |
| Partizan          | 2 - 3             | Lugano           | 0 - 1    | 2 - 2 (dts) |
| Molde             | 3 - 1             | Cercle Bruges    | 3 - 0    | 0 - 1       |
| Panathīnaïkos     | 1 - 1 (12-13 dtr) | Ajax             | 0 - 1    | 1 - 0 (dts) |
| Trabzonspor       | 0 - 3             | Rapid Vienna     | 0 - 1    | 0 - 2       |
| Braga             | 2 - 1             | Servette         | 0 - 0    | 2 - 1       |
| Rijeka            | 1 - 3             | Elfsborg         | 1 - 1    | 0 - 2       |
| Kryvbas           | 1 - 3             | Viktoria Plzeň   | 1 - 2    | 0 - 1       |

##### Andata

###### Campioni
| Arbitro: | Aliyar Aghayev |

|             |           |                        |
| Gussias 70’ | Marcatori | 3’ Peretz 10’ Turgeman |

| Arbitro: | Mohammed Al-Hakim |

|                   |           |  |
| Davies 20’ (aut.) | Marcatori |  |

| Arbitro: | Ondřej Berka |

|                                   |           |                   |
| Klettskard 10’ Ødemarksbakken 36’ | Marcatori | 31’ (aut.) Jensen |

| Arbitro: | Yigal Frid |

|  |           |                           |
|  | Marcatori | 13’ Ikaunieks 37’ Osuagwu |

| Arbitro: | Damian Sylwestrzak |

|            |           |  |
| Menalo 34’ | Marcatori |  |

| Arbitro: | Nenad Minaković |

|                                |           |  |
| Gavrilovich 36’ Pedro Igor 87’ | Marcatori |  |

###### Piazzate
| Arbitro: | Luis Godinho |

|                                  |           |  |
| Eriksen 3’ Eikrem 18’ Linnes 30’ | Marcatori |  |

| Arbitro: | Kristo Tohver |

|  |           |           |
|  | Marcatori | 67’ Grgic |

| Arbitro: | Sander van der Eijk |

|  |           |             |
|  | Marcatori | 73’ Zanotti |

| Arbitro: | Filip Glova |

|  |           |              |
|  | Marcatori | 28’ Berghuis |

| Arbitro: | Tasos Sidiropoulos |

|               |           |              |
| Galešić 45+2’ | Marcatori | 24’ Abdullai |

| Arbitro: | Sebastian Gishamer |

|         |           |                       |
| Adu 20’ | Marcatori | 49’ Panoš 69’ Vašulín |

| Braga 8 agosto 2024, ore 21:30 CEST ritorno → | Braga             | 0 – 0 referto | Servette | Estádio Municipal de Braga (16 603 spett.)\| Arbitro: \| Giorgi Kruashvili \| |
| Arbitro:                                      | Giorgi Kruashvili |               |          |                                                                               |

##### Ritorno

###### Campioni
| Cardiff 13 agosto 2024, ore 20:00 CEST ← andata | The New Saints | 0 – 0 (tot.: 0-1) referto | Petrocub Hîncești | Cardiff City Stadium (851 spett.)\| Arbitro: \| John Brooks \| |
| Arbitro:                                        | John Brooks    |                           |                   |                                                                |

| Arbitro: | Juxhin Xhaja |

|                                                                             |           |  |
| Ikaunieks 2’, 10’, 22’ Lipuscek 17’ Osuagwu 44’ Kigurs 67’ Mares 77’ (rig.) | Marcatori |  |

| Arbitro: | Anastasios Papapetrou |

|                              |           |            |
| De Barr 30’ Pigas 78’ (aut.) | Marcatori | 54’ Alfred |

| Arbitro: | Ovidiu Haţegan |

|                                         |           |               |
| Watts 37’ (rig.) Farrugia 41’ Burke 96’ | Marcatori | 83’ Karničnik |

| Arbitro: | Nicholas Walsh |

|                                      |           |  |
| Peretz 45+3’ Davida 54’ Yehezkel 70’ | Marcatori |  |

| Arbitro: | Georgi Kabakov |

|                                     |           |              |
| Srećković 17’ Savić 82’ Meijers 93’ | Marcatori | 53’ Pavlović |

###### Piazzate
| Arbitro: | Manfredas Lukjančukas |

|                    |           |  |
| Seidl 77’ Lang 87’ | Marcatori |  |

| Arbitro: | Horațiu Feșnic |

|             |           |  |
| Vašulín 52’ | Marcatori |  |

| Arbitro: | Andris Treimanis |

|                      |           |  |
| Baidoo 68’ Qasem 83’ | Marcatori |  |

| Arbitro: | Balázs Berke |

|              |           |  |
| Ouattara 41’ | Marcatori |  |

| Arbitro: | Chris Kavanagh |

| |                        | |
| | Marcatori              | 89’ Tetê |
| Bergwijn Van den Boomen Godts Taylor Brobbey Henderson Traoré Baas Gaaei Šutalo Pasveer Bergwijn Van den Boomen Godts Taylor Brobbey Gaaei | Tiri di rigore 13 – 12 | Mancini Jeremejeff Tetê Jedvaj Mladenović Vilhena Maksimović Ingason Vagiannidīs Zeca Drągowski Mancini Jeremejeff Tetê Jedvaj Mladenović Vilhena |

| Arbitro: | Ricardo de Burgos Bengoetxea |

|                          |           |                        |
| Steffen 47’ Mahmoud 111’ | Marcatori | 44’ Zahid 67’ Marković |

| Arbitro: | Igor Pajac |

|              |           |                                 |
| Kutesa 90+1’ | Marcatori | 45+1’ El Ouazzani 69’ Fernández |

### Spareggi

#### Sorteggio
Il sorteggio degli spareggi si è tenuto il 5 agosto 2024.
Un totale di 24 squadre hanno partecipato agli spareggi. La posizione delle squadre come teste di serie si è basato sui coefficienti UEFA per club del 2023. Per le vincitrici del terzo turno di qualificazione, la cui identità non sarà nota al momento del sorteggio, verrà utilizzato il coefficiente della squadra con il punteggio più alto per ogni accoppiamento.
Le squadre sono state suddivise in due urne ("teste di serie" e "non teste di serie") in base al loro coefficiente UEFA; la squadra sorteggiata per prima gioca l'andata in casa.
| Gruppo 1                                  | Gruppo 1                                                     | Gruppo 2                                           | Gruppo 2                                                | Gruppo 3                                        | Gruppo 3                                      |
| Teste di serie                            | Non teste di serie                                           | Teste di serie                                     | Non teste di serie                                      | Teste di serie                                  | Non teste di serie                            |
| ----------------------------------------- | ------------------------------------------------------------ | -------------------------------------------------- | ------------------------------------------------------- | ----------------------------------------------- | --------------------------------------------- |
| Ajax Ludogorec (UCL Q3) Lugano Anderlecht | Beşiktaş Dinamo Minsk Petrocub Hîncești Jagiellonia (UCL Q3) | LASK Maccabi Tel Aviv PAOK (UCL Q3) APOEL (UCL Q3) | FCSB (UCL Q3) Shamrock Rovers RFS Riga TSC Bačka Topola | Braga Molde Viktoria Plzeň Ferencváros (UCL Q3) | Rapid Vienna Elfsborg Borac Banja Luka Hearts |

#### Risultati
| Squadra 1        | Totale          | Squadra 2         | Andata | Ritorno     |
| ---------------- | --------------- | ----------------- | ------ | ----------- |
| Dinamo Minsk     | 0 - 2           | Anderlecht        | 0 - 1  | 0 - 1       |
| Jagiellonia      | 1 - 7           | Ajax              | 1 - 4  | 0 - 3       |
| Ludogorec        | 6 - 1           | Petrocub Hîncești | 4 - 0  | 2 - 1       |
| Lugano           | 4 - 8           | Beşiktaş          | 3 - 3  | 1 - 5       |
| LASK             | 1 - 2           | FCSB              | 1 - 1  | 0 - 1       |
| RFS Riga         | 3 - 3 (4-2 dtr) | APOEL             | 2 - 1  | 1 - 2 (dts) |
| Maccabi Tel Aviv | 8 - 1           | TSC Bačka Topola  | 3 - 0  | 5 - 1       |
| PAOK             | 6 - 0           | Shamrock Rovers   | 4 - 0  | 2 - 0       |
| Ferencváros      | 1 - 1 (3-2 dtr) | Borac Banja Luka  | 0 - 0  | 1 - 1 (dts) |
| Molde            | 1 - 1 (2-4 dtr) | Elfsborg          | 0 - 1  | 1 - 0 (dts) |
| Braga            | 4 - 3           | Rapid Vienna      | 2 - 1  | 2 - 2       |
| Viktoria Plzeň   | 2 - 0           | Hearts            | 1 - 0  | 1 - 0       |

##### Andata
| Arbitro: | Allard Lindhout |

|           |           |                 |
| Taoui 34’ | Marcatori | 45+2’ Miculescu |

| Arbitro: | Aliyar Aghayev |

|                                    |           |              |
| Kouadio 31’ Ikaunieks 45+1’ (rig.) | Marcatori | 52’ El-Arabi |

| Arbitro: | István Kovács |

|  |           |           |
|  | Marcatori | 15’ Qasem |

| Arbitro: | Sven Jablonski |

|                      |           |  |
| Oyegoke 90+6’ (aut.) | Marcatori |  |

| Arbitro: | Enea Jorgji |

|                                                               |           |  |
| Cleary 45+5’ (aut.) Taison 47’ Kōnstantelias 67’ Rahman 90+5’ | Marcatori |  |

| Arbitro: | Anastasios Papapetrou |

|                                        |           |  |
| Duah 23’ Rwan 59’ Almeida 90+1’, 90+4’ | Marcatori |  |

| Arbitro: | Sebastian Gishamer |

|                                    |           |  |
| Turgeman 27’ Peretz 63’ Madmon 83’ | Marcatori |  |

| Arbitro: | Morten Krogh |

|                                            |           |                                   |
| Bislimi 34’ Steffen 56’ Gabriel 63’ (aut.) | Marcatori | 21’, 52’ Fernandes 55’ Al-Musrati |

| Arbitro: | Rohit Saggi |

|  |           |                 |
|  | Marcatori | 9’ Augustinsson |

| Arbitro: | Rade Obrenović |

|            |           |                                     |
| Dieguez 5’ | Marcatori | 9’, 61’, 69’ (rig.) Akpom 27’ Godts |

| Budapest 22 agosto 2024, ore 21:00 CEST ritorno → | Ferencváros    | 0 – 0 referto | Borac Banja Luka | Ferencváros Stadion (13 167 spett.)\| Arbitro: \| Nicholas Walsh \| |
| Arbitro:                                          | Nicholas Walsh |               |                  |                                                                     |

| Arbitro: | Mykola Balakin |

|                          |           |                 |
| Carvalho 33’ Zalazar 71’ | Marcatori | 25’ Burgstaller |

##### Ritorno
| Arbitro: | Sascha Stegemann |

|            |           |                      |
| Ambros 28’ | Marcatori | 75’ Delev 90+3’ Rick |

| Arbitro: | Georgi Kabakov |

|                                |                      |                                 |
| Sušić 75’ Dōnīs 90+5’          | Marcatori            | 40’ Ikaunieks                   |
| El-Arabi Sarfo Quintillà Dvali | Tiri di rigore 2 – 4 | Ikaunieks Lipušček Prenga Panić |

| Arbitro: | Harm Osmers |

|                               |                      |                          |
|                               | Marcatori            | 62’ Berisha              |
| Baidoo Hedlund B. Zeneli Hult | Tiri di rigore 4 – 2 | Kaasa Ihler Hestad Løvik |

| Arbitro: | Nikola Dabanović |

|           |           |  |
| Amuzu 84’ | Marcatori |  |

| Arbitro: | Maurizio Mariani |

|                                     |           |  |
| Fitz-Jim 43’ Taylor 64’ Brobbey 71’ | Marcatori |  |

| Arbitro: | Radu Petrescu |

|                                                     |           |           |
| Immobile 7’, 71’ Fernandes 65’ Silva 69’ Uçan 90+2’ | Marcatori | 59’ Vladi |

| Arbitro: | Felix Zwayer |

|             |           |  |
| Olaru 90+3’ | Marcatori |  |

| Arbitro: | Matej Jug |

|  |           |          |
|  | Marcatori | 76’ Červ |

| Arbitro: | João Pinheiro |

|                |           |                                                |
| Mboungou 90+2’ | Marcatori | 2’, 6’ Addo 12’ Asante 56’ Turgeman 89’ Shahar |

| Arbitro: | Donatas Rumšas |

|  |           |                         |
|  | Marcatori | 64’ Ozdoev 75’ Despodov |

| Arbitro: | Erik Lambrechts |

|                                     |                      |                                           |
| Meijers 104’                        | Marcatori            | 111’ (rig.) B. Varga                      |
| Herrera Kvržić Savić Čavić Grahovac | Tiri di rigore 2 – 3 | Rommens Ben Romdhane Abu Fani Kady Borges |

| Arbitro: | Anthony Taylor |

|                                 |           |                                     |
| Arrey-Mbi 9’ (aut.) Jansson 47’ | Marcatori | 68’ (rig.) El Ouazzani 70’ R. Horta |